# يوري شفاشكين
يوري شفاشكين (بالروسية: Ю́рий Петро́вич Швачкин، 15 نوفمبر 1930 - 20 فبراير 2021 في موسكو، روسيا) كان كيميائي سوفيتي وروسي.

## الحياة المهنية
كان حاصل على دكتوراه في الكيمياء، وأستاذًا في قسم كيمياء المركبات الطبيعية كلية الكيمياء جامعة موسكو الحكومية. وهو من أوائل العلماء السوفييت الذين عملوا على تطوير طرق لتخليق الأنسولين البشري.